# Амакуса Широ
Амакуса Широ (јап. 天草 四郎, око 1620-15. април 1638), правим именом Масуда Токисада,  а познат и под хришћанским именом Јероним Амакуса, био је један од вођа устанка јапанских сељака на полуострву Шимабара 1638. године. Овај млади самурај једна је од најтајанственијих личности јапанске историје. У релативно младим годинама предводио је устанике у Шимабари и командовао је одбраном замка Хара, а  убијен је када је замак пао. Остала је сачувана његова застава, која приказује хришћанско свето причешће (путир са светим вином) окружено са два анђела.

## Биографија
Масуда Широ Токисада, касније крштен хришћанским именом Јероним, рођен је почетком 1620-их, негде на ланцу острва Амакуса, јужно од Кјушу-а, у породици тајних хришћанских верника. Сматра се да је његов отац Петар (јапанско име Масуда Јошицугу) био један од хришћанских самураја. који је преживео пораз код Секигахаре (1600) у служби хришћанског господара Кониши Јукинаге.
Његово избијање на чело устанка сељака и ронина на полуострву Шимабара у децембру 1637. упркос његовој младости и недостатку ратног искуства до данас је неразјашњено. Већина историчара сматра да су га бивши самураји Кониши Јукинаге, у које је спадао и његов отац, који су заправо организовали и водили устанак, изабрали за вођу како би инспирисали скривене хришћане у Шимабари и Амакуси, пошто су бар неколико месеци пре устанка обилазили села и ширили приче о њему као о обећаном Месији послатом са неба да спасе хришћане и баци пагане у пакао. Представљање младог Јеронима Масуде као човека са неба који има натприродне моћи, како су га вође устанка представљале у својим прогласима, силно је ојачало морал устаника, и дало устанку претежно хришћански карактер.
После устаничке победе код замка Хондо, један локални трговац описао га је као нежног младића у простом кимону испод извезене беле одежде, са крстом насликаним на челу, круном од кинеске коприве (Boehmeria nivea) и штапом украшеним  конопљом и папирним тракама, као код шинтоистичких свештеника, којим је командовао устаницима око себе. Сачувани извори наводе да је Јероним лично командовао устаницима у неуспелој опсади замка Томиока.
После пада замка Хара, 15. априла 1638, његову главу идентификовали су његова мајка Марта, која је затим погубљена са остатком његове породице и рођака, и издајник Јамада Емонсаку, који је током опсаде покушао да преда замак владиним трупама, и био једн од ретких помилованих устаника.